# Clitocybe
Cet article concerne les champignons appelés clitocybes en français. Pour le genre botanique, voir Clitocybe (genre).
Taxons concernés
dans les genres suivants :
- Ampulloclitocybe
- Clitocybe
- Gerronema
- Infundibulicybe
- Laccaria
- Lepista
- Pseudoclitocybe
- Pseudoomphalinamodifier

Clitocybe est le nom français de genre masculin, adopté par les mycologues du XVIIIe siècle, par transcription à l'identique du nom savant. À la suite de l'éclatement du genre dû aux progrès de la biologie moléculaire, un grand nombre d'espèces ont été recombinées dans de nouveaux genres, excepté une poignée de taxons qui demeurent dans le genre Clitocybe.

## Étymologie et définition
Le terme Clitocybe dérive du grec ancien κλίτος, klítos (« pente, côte, colline »), adj. Klitys,-yos « pentu, penché, retombant » + κύϐη, Kybé « tête  » (en latin = pilus), pour son chapeau présentant souvent une forme concave avec une déclivité centrale à l'état adulte,. Même interprétation sur les sites anglophones (sloping head = funnel shaped), chapeau pentu, creusé en entonnoir.
Le genre Clitocybe (Fries) Staude comprend des espèces montrant typiquement un chapeau infundibuliforme (omphaloïde) et des lames décurrentes. Il fut assigné initialement par Fries à une Tribu du « Supergenere » Agaricus  au contenu hétéroclite, qu'il remodèle à deux reprises : en 1825, en définissant les Clitocybes comme des champignons « à chapeau convexe » (!), et encore la même année, classe plusieurs espèces comme Omphalia sur la base de leur chapeau concave.

## Liste alphabétique des noms français et latins
- Clitocybe tortionnaire japonais – "Clitocybe acromelalga"[1]
- Clitocybe à bonne odeur – Clitocybe amoenolens[1]
- Clitocybe à ceinture blanche – Gerronema subspadiceum[1]
- Clitocybe à centre brun – Clitocybe metachroa[1]
- Clitocybe à guttules – Lepista gilva[1]
- Clitocybe à odeur de poisson – Clitocybe inornata[1]
- Clitocybe à odeur de poulailler – Clitocybe phaeophtalma[1]
- Clitocybe à pied comprimé – Pseudoomphalina compressipes[1]
- Clitocybe à pied en massue – Ampulloclitocybe clavipes[1]
- Clitocybe à rhizomorphes – Clitocybe rhizophora[1]
- Clitocybe absinthe – Pseudoomphalina pachyphylla[1]
- Clitocybe anisé des feuilles – Clitocybe phyllophila var. ornamentalis[1]
- Clitocybe anisé pâle – Clitocybe deceptiva[1]
- Clitocybe anisé rosâtre – Clitocybe obsoleta[1]
- Clitocybe anisé strié – Clitocybe fragrans[1]
- Clitocybe bicolore – Clitocybe decembris[1]
- Clitocybe blanchi – Clitocybe dealbata[1]
- Clitocybe blanchissant – Clitocybe candicans[1]
- Clitocybe cérusé – Clitocybe cerussata[1]
- Clitocybe côtelé – Infundibulicybe costata[1]
- Clitocybe de bresadola – Infundibulicybe bresadolana[1]
- Clitocybe des feuilles – Clitocybe phyllophila[1]
- Clitocybe des marti – Lepista martiorum[1]
- Clitocybe des pelouses – Clitocybe graminicola[1]
- Clitocybe du bord des routes – Clitocybe rivulosa[1]
- Clitocybe en coupe – Pseudoclitocybe cyathiformis[1]
- Clitocybe en entonnoir – Infundibulicybe gibba[1]
- Clitocybe en trompette – Clitocybe lituus[1]
- Clitocybe farineux – Clitocybe ditopa[1]
- Clitocybe faux-squamuleux – Ampulloclitocybe squamulosoides[1]
- Clitocybe fétide – Clitocybe foetens[1]
- Clitocybe feuille de tomate – Clitocybe houghtonii[1]
- Clitocybe géotrope – Infundibulicybe geotropa[1]
- Clitocybe hivernal – Clitocybe brumalis[1]
- Clitocybe inversé – Lepista inversa[1]
- Clitocybe inversé des feuillus – Lepista flaccida[1]
- Clitocybe laqué – Laccaria laccata[1]
- Clitocybe laqué améthyste – Laccaria amethystina[1]
- Clitocybe moisi – Clitocybe vibecina[1]
- Clitocybe nébuleux – Clitocybe nebularis[1]
- Clitocybe nébuleux blanc – Clitocybe robusta[1]
- Clitocybe nitreux – Gerronema nitriolens[1]
- Clitocybe odorant – Clitocybe odora[1]
- Clitocybe odorant blanc – Clitocybe odora var. alba[1]
- Clitocybe pâlissant – Pseudoclitocybe expallens[1]
- Clitocybe petite souris – Clitocybe font-queri[1]
- Clitocybe plombé – Clitocybe alexandri[1]
- Clitocybe rosé – Clitocybe diatreta[1]
- Clitocybe squamuleux – Infundibulicybe squamulosa[1]
- Clitocybe terre cuite – Clitocybe sinopica[1]